# Seabird Island
Seabird Island, jedna od suvremenih bandi Stalo Indijanaca koji žive na otoku Seabird Island na rijeci Fraser u kanadskoj provinciji Britanska Kolumbija. 
Službeno se zovu Seabird Island Band (Seabird Island First Nation) i članovi su plemenskog vijeća Stó:lo Tribal Council. 
Populacija je 2006. iznosila 779 na rezervatima Pekw'xe:Yles (Peckquaylis) i Seabird Island.